# Бакаєв Улугбек Істамович
Улугбек Істамович Бакаєв (узб. Ulugʻbek Istamovich Baqoyev; нар. 28 листопада 1978, Бухара, Узбецька РСР) — узбецький футболіст та тренер, нападник. Чемпіон Узбекистану (2008) та Казахстану (2010).

## Клубна кар'єра
Вихованець ДЮСШ (Бухара). Розпочав професійну кар'єру у «Бухарі» у 1996 році. 5 листопада 2000 року відзначився 6-ма голами у матчі проти «Темірюлчи» (6:1), що стало рекордом результативності у чемпіонатах Узбекистану.
2001 року перебрався до Росії, де грав за такі клуби, як московський ЦСКА, «Торпедо-ЗІЛ» та нижньокамський «Нафтохімік».
У 2004—2007 роках грав у Казахстані за клуб «Тобол» із Костанаю. У складі вище вказаної команди став найкращим бомбардиром чемпіонату Казахстану, забив 22 м'ячі в сезоні 2004 року. З командою завоював два «срібла» (2005, 2007) та дві «бронзи» (2004, 2006) чемпіонату.
У 2008-2009 рокці виступав за ташкентський Курувчі («Буньодкор»). Разом із клубом став чемпіоном Узбекистану, відзначився у 15 матчах 8-ма голами. У сезоні 2009 року за бразильського тренера Зіку в команді відчувалася сильна конкуренція в основному складі (бразилець Рівалдо і чилієць Хосе Луїс Вільянуева, узбецькі збірки Сервер Джепаров та Анвар Солієв) й Бакаєв зіграв лише у 5 матчах, не відзначився при цьому жодним голом. Через нестачу ігрової практики у міжсезоння пішов до самаркандського «Динамо», а потім повернувся до «Тоболу».
У сезоні 2010 року у складі «Тоболу» з 16 голами став найкращим бомбардиром першості і вперше з командою став чемпіоном Казахстану та найкращим легіонером сезону.
У сезоні 2011 року виступав за талдикурганську «Жетису». За команду відіграв 29 матчів, відзначився 18-ма голами у чемпіонаті та допоміг клубу здобути срібні медалі. За підсумками сезону визнаний найкращим футболістом чемпіонату Казахстану 2011 року за версією спортивних журналістів.
20 жовтня 2011 року Улугбек підписав контракт із клубом «Дубай Клаб». Але в Еміратах футболіст не прижився і вже за три місяці повернувся до Казахстану.
У січні 2012 року прийняв пропозицію перейти до казахстанського клубу «Іртиш» з Павлодару. Контракт було підписано на два сезони. З 14-ма голами став найкращим бомбардиром першості (три роки поспіль у трьох різних клубах), виграв із клубом срібні медалі і знову був обраний журналістами найкращим футболістом року в Казахстані. Загалом у чемпіонатах Казахстану у 9 сезонах зіграв за три клуби 237 матчів та відзначився 111-ма голами, потрапив у шістку найкращих бомбардирів РК за весь час.
За час своєї закордонної кар'єри Бакаєв став одним із найрезультативніших бомбардирів Узбекистану, поступившись лише Максиму Шацьких, який зумів забити на 60 м'ячів більше свого земляка у закордонних командах.
У серпні 2014 року 36-річний Бакаєв повернувся в Узбекистан і дограв сезон у «Бухарі», відзначився 3-ма голами у 9 матчах. Але наступний сезон 2015 року провів у наманганському «Навбахорі», відзначився 7-ма голами у 21 матчі та отримав 11 жовтих карток. 2015 року завершив кар'єру футболіста.
У січні 2017 року призначений головним тренером «Бухари».
У квітні 2019 року призначений головним тренером футбольного клубу «Согдіана».

## Кар'єра в збірній
Дебютував за національну збірну Узбекистану 25 квітня 2001 року в переможному (1:0) матчі кваліфікації чемпіонату світу 2002 проти Туркменістану під керівництва Юрія Саркісяна. Улугбек вийшов на поле на 90-й хвилині замість Миколи Ширшова. У 2007 році викликаний тренером Рауфом Інілєєвим до збірної Узбекистану на Кубок Азії 2007. На вище вказаному турнірі зіграв у 3 матчах: проти Ірану (1:2), Малайзії (5:0, відзначився на 45-й хвилині голом з пенальті) і проти Китаю (3:0).
У 2011 році у півфіналі кубку Азії відзначився двома м'ячами у ворота збірної Йорданії. 29 травня 2014 року в Ташкенті провів прощальний матч за національну збірну проти Оману.

## Статистика виступів

### Клубна
| Сезон   | Клуб                        | Країна     | Змагання           | Матчі | Голи |
| ------- | --------------------------- | ---------- | ------------------ | ----- | ---- |
| 1997    | «Бухара»                    | Узбекистан | Вища ліга          | 28    | 6    |
| 1998    | «Бухара»                    | Узбекистан | Вища ліга          | 14    | 2    |
| 1999    | «Бухара»                    | Узбекистан | Вища ліга          | ?     | ?    |
| 2000    | «Бухара»                    | Узбекистан | Вища ліга          | 38    | 21   |
| 2001    | ЦСКА (Москва)               | Росія      | Прем'єр-ліга Росії | 7     | 0    |
| 2001    | «Торпедо-ЗІЛ»               | Росія      | Прем'єр-ліга Росії | 8     | 0    |
| 2002    | «Торпедо-ЗІЛ»               | Росія      | Прем'єр-ліга Росії | 12    | 0    |
| 2003    | «Бухара»                    | Узбекистан | Вища ліга          | 7     | 4    |
| 2003    | «Андижан»                   | Узбекистан | Вища ліга          | 3     | 1    |
| 2003    | «Нафтохімік» (Нижньокамськ) | Росія      | Перший дивізіон    | 11    | 4    |
| 2004    | «Тобол» (Костанай)          | Казахстан  | Прем'єр-ліга       | 33    | 22   |
| 2005    | «Тобол» (Костанай)          | Казахстан  | Прем'єр-ліга       | 29    | 15   |
| 2006    | «Тобол» (Костанай)          | Казахстан  | Прем'єр-ліга       | 26    | 9    |
| 2007    | «Тобол» (Костанай)          | Казахстан  | Прем'єр-ліга       | 23    | 9    |
| 2008    | «Буньодкор» (Ташкент)       | Узбекистан | Вища ліга          | 17    | 8    |
| 2009    | «Буньодкор» (Ташкент)       | Узбекистан | Вища ліга          | 21    | 12   |
| 2009    | «Динамо» (Самарканд)        | Узбекистан | Вища ліга          | 7     | 5    |
| 2010    | «Тобол» (Костанай)          | Казахстан  | Прем'єр-ліга       | 27    | 16   |
| 2011    | «Жетису» (Талдикурган)      | Казахстан  | Прем'єр-ліга       | 29    | 18   |
| 2011/12 | «Дубай»                     | ОАЕ        | Чемпіонат ОАЕ      | 8     | 0    |
| 2012    | «Іртиш» (Павлодар)          | Казахстан  | Прем'єр-ліга       | 26    | 14   |

## Досягнення
«Буньодкор»
- Вища ліга Узбекистану
  -  Чемпіон (1): 2008

- Кубок Узбекистану
  -  Володар (1): 2008

«Тобол»
- Прем'єр-ліга Казахстану
  -  Чемпіон (1): 2010

- Кубок Казахстану
  -  Володар (1): 2007

«Жетису»
- Прем'єр-ліга Казахстану
  -  Срібний призер (1): 2011

«Іртиш» (Павлодар)
- Прем'єр-ліга Казахстану
  -  Срібний призер (1): 2012

- Кубок Казахстану
  -  Володар (1): 2012

Узбекистан
- Кубок Азії
  - 4-те місце (1): 2011

### Індивідуальні
- Найкращий бомбардир Прем'єр-ліги Казахстану (4): 2004, 2010, 2011, 2012
- Найкращий гравець Прем'єр-ліги Казахстану (нагорода «Алмаз») (2): 2011, 2012
- Футболіст року в Казахстану (1): 2012